# Love Again (film)
Love Again è un film del 2023 scritto e diretto da James C. Strouse. 
È un remake in lingua inglese del film tedesco SMS für Dich del 2016, a sua volta basato su un romanzo di Sofie Cramer.
Nel cast figurano Priyanka Chopra, Sam Heughan, Russell Tovey, Omid Djalili, Celia Imrie e Céline Dion, quest'ultima nel suo primo ruolo cinematografico.

## Trama
L'illustratrice per bambini Mira Ray, alle prese con la tragica perdita del suo fidanzato John, invia una serie di messaggi romantici al suo vecchio numero di cellulare senza sapere che il numero è stato riassegnato al nuovo telefono di lavoro di Rob Burns, un giornalista e critico musicale che rimane affascinato dall'onestà nei suoi meravigliosi testi confessionali. Quando gli viene assegnato il compito di scrivere un profilo della cantante Céline Dion, Rob Burns chiede il suo aiuto per capire come incontrare Mira di persona e conquistare il suo cuore.

## Produzione
Nell'aprile 2019, è stato annunciato che James C. Strouse avrebbe diretto il film, provvisoriamente intitolato "Text for You", che sarebbe stato un remake in lingua inglese del film tedesco SMS für Dich , con la Screen Gems a produrre il film.
Nel 2020 è stato annunciato che Priyanka Chopra, Sam Heughan e Céline Dion si sarebbero uniti al cast del film. Nel novembre 2020, Russell Tovey, Steve Oram, Omid Djalili, Sofia Barclay, Lydia West, Arinzé Kene e Celia Imrie si erano uniti al cast.
Le riprese principali sono iniziate nell'ottobre 2020 e si sono concluse all'inizio del 2021. Le riprese si sono svolte prima a Londra, dopodiché la produzione si è spostata negli Stati Uniti. 
Nell'aprile 2022, è stato annunciato che il film era stato ribattezzato "It's All Coming Back to Me" , in omaggio a "It's All Coming Back to Me Now", che la Dion ha inciso nel suo album del 1996 Falling into You. Nel novembre 2022, è stato annunciato che il film sarebbe stato ribattezzato "Love Again" .
Il primo poster e trailer ufficiale del film sono usciti il giorno di San Valentino 2023.

## Colonna sonora
In un episodio del podcast Just for Variety, Sam Heughan ha detto che Céline Dion aveva registrato una nuova canzone per il film.
Dopo l'uscita del trailer ufficiale, il quale contiene un'anteprima di una canzone originale del film, la rivista People ha rivelato che la cantante ha inciso diversi brani inediti appositamente per la colonna sonora della pellicola.
Il 13 aprile 2022 è stato pubblicato il primo singolo tratto la colonna sonora del film. La title track della colonna sonora, "Love Again", è stata scritta da Dan Wilson e Rosaileen Scher e prodotta da Wilson. Insieme alla diffusione su tutte le piattaforme, è stata caricato anche un lyric video che ha raggiunto un milione di visualizzazioni in 3 giorni sul canale YouTube ufficiale della cantante.
Il 12 maggio è quindi uscita la  colonna sonora completa.

## Distribuzione
L'uscita del film era originariamente prevista per il 10 febbraio 2023, per poi essere spostata al 12 maggio 2023 e successivamente anticipata al 5 maggio 2023, come data di distribuzione nelle sale statunitensi.
In Italia il film, distribuito dalla Sony Pictures, è arrivato nelle sale l'11 maggio 2023.